# Alella
Alella és un municipi de la comarca del Maresme que té 9.764 habitants (2018). La localitat està situada en una zona muntanyosa, a uns 2 kilòmetres del mar i 18 kilòmetres de Barcelona.

## Història

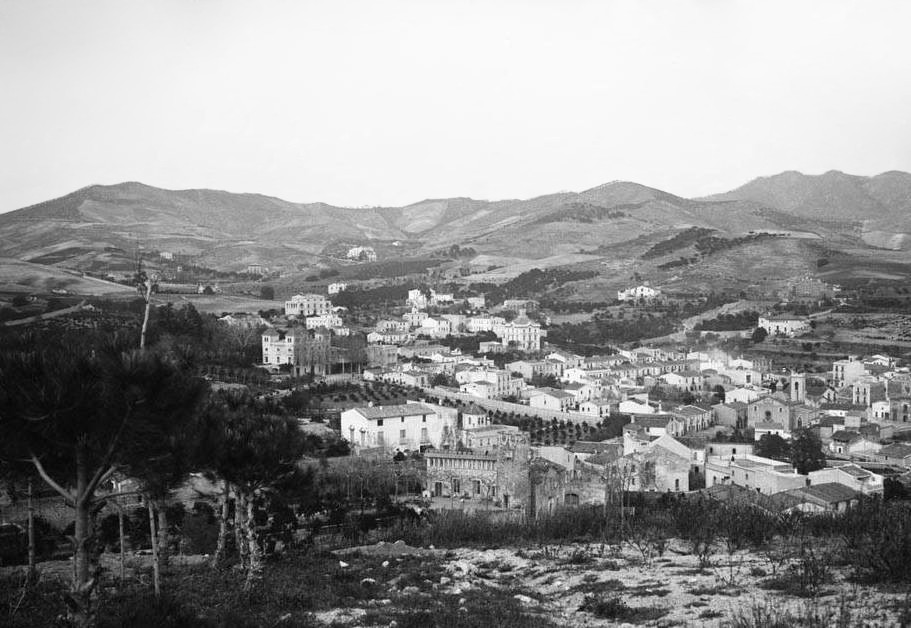
Alella, en una imatge d'entre 1880 i 1912

### Edat mitjana
La vila d'Alella és documentada per primer cop l'any 975, en un contracte de venda de terres de Premià, marcant-ne els límits de ponent. S'han trobat documents que daten de 993 on s'esmenta la parròquia de Sant Feliu d'Alella en una permuta de terres entre el matrimoni de Guillem i Guilla i el monestir de Sant Cugat del Vallès.
La jurisdicció del poble d'Alella va ser propietat dels comtes de Barcelona i, per tant, Alella va continuar sent poble de caràcter reial. En algunes ocasions, però, la corona va alienar els seus drets sobre aquestes terres, com en el cas de Pere III, que va vendre les terres a Pere Desplà per 3.000 florins (1353), encara que van tornar a les propietats reials confirmant-ne els privilegis Joan II, Carles I i Felip II.
Aliens a totes les compravendes reials, al poble hi vivien els senyors de la Casa d'Alella, que gaudien de l'usdefruit de la tercera part dels delmes de la parròquia i n'exercien una mena de senyoria. La Casa d'Alella també era anomenada Casa del Terçó o de les Quatre Torres, i està documentada des del segle xvii. Els primers senyors que van gaudir d'aquests drets van ser els Banyeres, documentats des de finals de XIII.

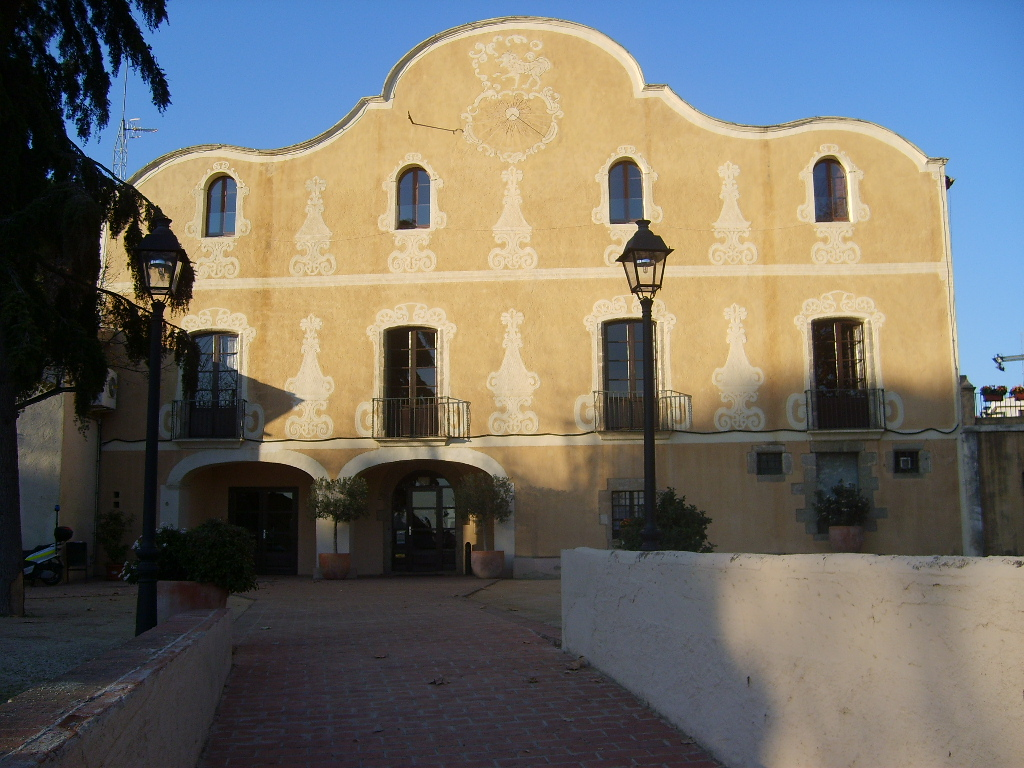
Masia de Can Lleonard

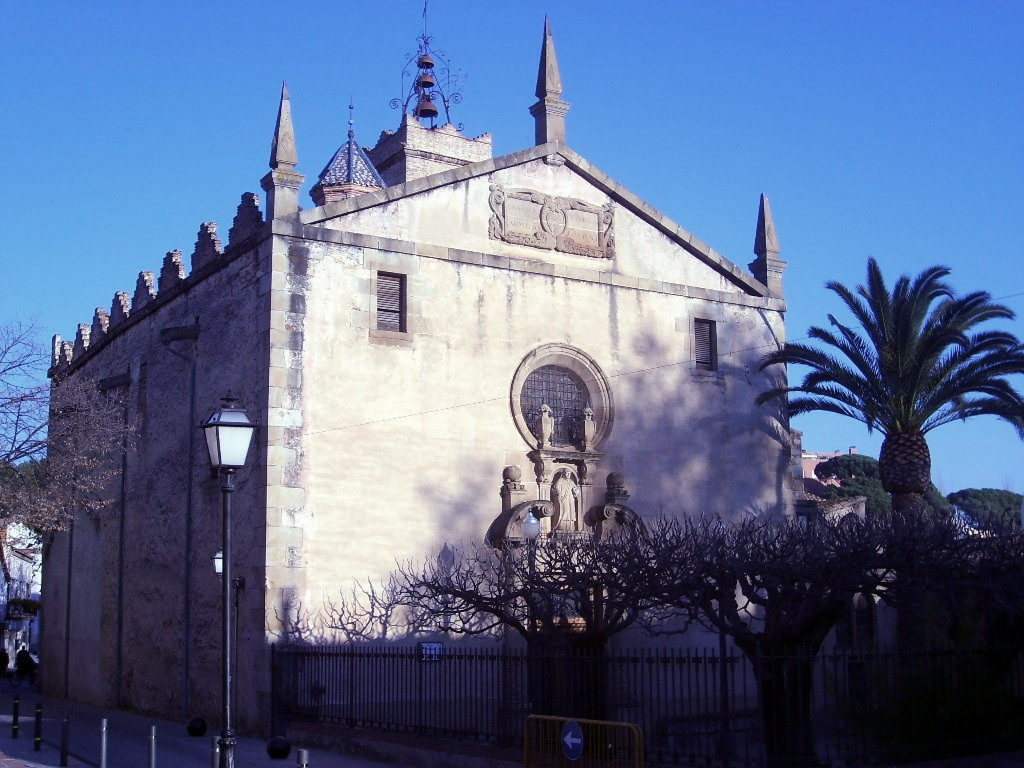
Parròquia de Sant Feliu

### Edat Moderna
A partir del Decret de Nova Planta, Alella va passar de ser una parròquia a ser un municipi, i les reunions del Consell es feren ja a l'Ajuntament. Durant la Guerra de Successió Espanyola les propietats de les famílies d'Alella van ser confiscades, donada la tendència que tenien a favor de l'arxiduc Carles.
Salvador Lleonart, natural d'Alella, va ser el cap dels serveis d'espionatge de l'exèrcit català durant la fase final del conflicte després que la Junta de Braços va declarar la resistència a ultrança, al juliol del 1713. Fins a la capitulació de Barcelona, l'11 de setembre de 1714, es va encarregar de mantenir la comunicació i de coordinar les accions entre la capital catalana i l'exèrcit exterior del marquès del Poal. Acabada la confrontació, els seus béns van ser confiscats i, el 1729, optà per l'exili. El 1736 va viatjar al banat de Temesvar, on es va fundar la ciutat de Nova Barcelona. Com la resta de colons, va abandonar la regió el 1738 i es va establir a Budapest, on morí a mitjan 1739.

### Edat Contemporània
Alella de Mar o Cases de Mar era un antic barri marítim del terme municipal d'Alella i estava situat a la desembocadura de la riera d'Alella. A mitjans del segle xix el barri es va agregar al terme municipal del Masnou. Actualment forma conurbació amb la vila de Masnou i compta amb uns 1.415 veïns.
L'any 1934 s'edificaren les escoles Fabra, gràcies al suport del Marquès d'Alella, Ferran Fabra i Puig. El 22 de juliol de 1936 l'altar major fou destruït i l'interior de l'Església de Sant Feliu patiria desperfectes menors. Durant la guerra l'església d'Alella perdria el seu caràcter sagrat i passaria a mans de la corporació municipal que la faria servir de magatzem de carbó, productes comestibles com patates i garrofes, i com a estable pel mul municipal. Un cop acabada la Guerra Civil espanyola Alella va viure 40 anys de dictadura i una repressió duríssima amb 4 afusellats, entre ells el darrer alcalde de la República Antoni Pujadas Nirell, i 45 empresonats majoritàriament a Sant Miquel dels Reis al País Valencià.
L'any 1960 apareix el primer exemplar de la Revista Alella, que va ser una de les primeres publicacions en català. Poc més tard, s'hi construí una sortida de l'autopista Barcelona-Mataró, que va millorar molt les comunicacions.
El 1975 es comencen a celebrar a Alella els actes del Mil·lenari de la localitat, i aquest any es comencen a celebrar les festes de la Verema i l'aplec de l'Arròs.
El Club Rugby Alella és un equip de rugbi fundat l'any 1993 a Alella. És l'equip més antic de la comarca del Maresme. La temporada 2016/17 ha estat la primera en què ha competit el sènior femení, que se suma al sènior masculí i l'escola. Aquesta temporada el sènior masculí està jugant a la tercera catalana de la Federació Catalana de Rugby. Per la seva banda el femení ho fa en la segona catalana. El local en que juguen els seus partits és l'Estadi Municipal.

## Geografia
- Llista de topònims d'Alella (Orografia: muntanyes, serres, collades, indrets..; hidrografia: rius, fonts...; edificis: cases, masies, esglésies, etc).

Límits del terme municipal:
| Santa Maria de Martorelles | Vallromanes |           |
| Tiana                      |             | Teià      |
|                            | Montgat     | El Masnou |

| 1497 f | 1515 f | 1553 f | 1717 | 1787 | 1857  | 1877  | 1887  | 1900  | 1910  |
| ------ | ------ | ------ | ---- | ---- | ----- | ----- | ----- | ----- | ----- |
| 44     | -      | 48     | 511  | 867  | 1.605 | 1.565 | 1.507 | 1.370 | 1.387 |

| 1920  | 1930  | 1940  | 1950  | 1960  | 1970  | 1981  | 1990  | 1992  | 1994  |
| ----- | ----- | ----- | ----- | ----- | ----- | ----- | ----- | ----- | ----- |
| 1.498 | 1.597 | 1.542 | 1.673 | 1.903 | 2.300 | 3.386 | 6.433 | 6.943 | 6.943 |

| 1996  | 1998  | 2000  | 2002  | 2004  | 2006  | 2008  | 2010  | 2012  | 2014  |
| ----- | ----- | ----- | ----- | ----- | ----- | ----- | ----- | ----- | ----- |
| 7.696 | 7.889 | 8.413 | 8.796 | 8.831 | 9.013 | 9.260 | 9.557 | 9.610 | 9.651 |

| 2016  | 2018  | 2020  | 2022   | 2024   | 2026 | 2028 | 2030 | 2032 | 2034 |
| ----- | ----- | ----- | ------ | ------ | ---- | ---- | ---- | ---- | ---- |
| 9.632 | 9.764 | 9.904 | 10.079 | 10.217 | -    | -    | -    | -    | -    |

## Alellencs destacats
- Francesc Ferrer i Guàrdia, també conegut com a Francisco Ferrer, anarquista i lliurepensador, executat el 1909 al castell de Montjuïc, arran de la Setmana Tràgica.

El 31 de març de 2011, el Ple de l'Ajuntament d'Alella, municipi on va néixer el pedagog, va aprovar la concessió del títol de fill predilecte d'Alella.
"Els motius per a la concessió del títol de fill predilecte han tingut en compte, entre d'altres, la rellevància històrica de Francesc Ferrer i Guàrdia, la transcendència i vigència de la seva contribució a la pedagogia, la seva aportació a la divulgació del coneixement i la seva condició d'alellenc més universal."

## Economia
L'agricultura d'Alella es basa preferentment en la producció vitícola. Hi ha una important producció de vi, preferentment blanc, amb denominació d'origen pròpia. La cooperativa Alella Vinícola, fundada el 1906, n'és la principal productora i fou un dels primers cellers cooperatius de Catalunya.
El vi de la Denominació d'Origen Alella (D.O. Alella) procedeix de vinyes conreades a la mateixa localitat d'Alella, però també als termes municipals veïns de Tiana, Montgat, El Masnou, Teià i altres.

## Política i govern

### Composició de la Corporació Municipal
El Ple de l'Ajuntament està format per 17 regidors. En les eleccions municipals de 2023 la coalició formada per ERC+SumenXAlella va obtenir 8 representants; Per Alella Junts-CM 4; PP 2; Alella Primer-PSC 2 i Primàries Alella 1.

### Eleccions municipals
La primera legislatura després del franquisme, des de l'any 1979 i fins al 1983, l'Ajuntament d'Alella va estar dirigir pels independents de Candidatura Democràtica d'Alella (C.D. Alella), amb José Antonio Casco i Robledo com a alcalde. Entre l'any 1983 i fins al 2003, el municipi va estar governat per Convergència i Unió (CiU)), en diferents coalicions amb altres partits al no obtinir una majoria suficientment àmplia. Els seus alcaldes en aquest període han estat Josep Maria Casals i Casals, Lluís Rius i Valls, Antoni Caralps i Riera i Salvador Artés i Llovet. Des de la victòria d'Esquerra Republicana de Catalunya (ERC+SxA-AM) a les eleccions municipals de 2003 la ciutat ha estat governada per ERC+SxA-AM, amb Andreu Francisco i Roger fent d'alcalde entre 2003 i 2019 i Marc Almendro i Campillo des del 2019.
| Eleccions municipals de 26 de maig de 2019 - Alella |                                                                                           |                                     |                                     |       |          |          |
| Candidatura | Candidatura                                                                               | Candidatura                         | Cap de llista                       | Vots  | Vots     | Regidors |
| | Esquerra Republicana de Catalunya + Sumem per Alella - Acord Municipal                    |                                     | Marc Almendro i Campillo            | 1974  | 41,05 %  | 7 ()     |
| | Junts per Catalunya-Alella                                                                |                                     | Esteve García-Ossorio i Barroso     | 688   | 14,31 %  | 2 (+1)   |
| | Alternativa per Alella-Candidatura d'Unitat Popular-Alternativa Municipalista             |                                     | Marc Ullod i López                  | 477   | 9,92 %   | ()       |
| | Gent d'Alella                                                                             |                                     | José Bardés i Conesa                | 457   | 9,50 %   | 1 (-1)   |
| | Ciutadans - Partit de la Ciutadania                                                       |                                     | Susana Alonso i Ortiz               | 441   | 9,17 %   | 1 (+1)   |
| | Partit dels Socialistes de Catalunya-Compromís per Barcelona-Units-Candidatura de Progrés |                                     | Cristóbal Zueras i Rosales          | 439   | 9,13 %   | 1 ()     |
| | Altres candidatures                                                                       |                                     |                                     | 291   | 6,05 %   | 0 ( -1)  |
| | Vots en blanc                                                                             |                                     |                                     | 42    | 0,87 %   |          |
| Total vots vàlids i regidors | Total vots vàlids i regidors                                                              | Total vots vàlids i regidors        | Total vots vàlids i regidors        | 4809  | 100 %    | 13       |
| | Vots nuls                                                                                 | Vots nuls                           | Vots nuls                           | 18    | 0,37 %   |          |
| Participació (vots vàlids més nuls) | Participació (vots vàlids més nuls)                                                       | Participació (vots vàlids més nuls) | Participació (vots vàlids més nuls) | 4827  | 66.02%** |          |
| Abstenció | Abstenció                                                                                 | Abstenció                           | Abstenció                           | 2484* | 33,98%** |          |
| Total cens electoral | Total cens electoral                                                                      | Total cens electoral                | Total cens electoral                | 7311* | 100 %**  |          |
| Batlle: Marc Almendro i Campillo (ERC) (15/06/2015) Per majoria absoluta dels vots dels regidors (8 vots: 7 d'ERC, 1 de CUP)                                   |                                                                                           |                                     |                                     |       |          |          |
| Fonts: Ministeri de l'Interior. Junta Electoral de la Zona de Mataró. Periòdic Ara. (* No són vots sinó electors. ** Percentatge respecte del cens electoral.) |                                                                                           |                                     |                                     |       |          |          |

### Alcaldes d'Alella
| Període         | Alcalde o alcaldessa         | Partit polític | Data de possessió | Observacions |
| --------------- | ---------------------------- | -------------- | ----------------- | ------------ |
| 1979–1983       | José Antonio Casco i Robledo | C.D. Alella    | 19/04/1979        | --           |
| 1983–1987       | Josep Maria Casals i Casals  | Logotip de CiU | 28/05/1983        | --           |
| 1987–1991       | Josep Maria Casals i Casals  | Logotip de CiU | 30/06/1987        | --           |
| 1991–1995       | Lluis Rius Valls             | Logotip de CiU | 15/06/1991        | --           |
| 1995–1999       | Antoni Caralps i Riera       | Logotip de CiU | 17/06/1995        | --           |
| 1999–2003       | Salvador Artes Llovet        | Logotip de CiU | 03/07/1999        | --           |
| 2003–2007       | Andreu Francisco i Roger     | Logotip d'ERC  | 14/06/2003        | --           |
| 2007–2011       | Andreu Francisco i Roger     | altres         | 16/06/2007        | --           |
| 2011–2015       | Andreu Francisco i Roger     | Logotip d'ERC  | 11/06/2011        | --           |
| 2015–2019       | Andreu Francisco i Roger     | Logotip d'ERC  | 13/06/2015        | --           |
| 2019-2023       | Marc Almendro i Campillo     | Logotip d'ERC  | 15/06/2019        | --           |
| Des de 2023     | Marc Almendro i Campillo     | Logotip d'ERC  | 17/06/2023        | --           |
| Fonts: Municat. |                              |                |                   |              |

## Edificis d'interès
- Església de Sant Feliu d'Alella, construcció romànica.
- Cal Marquès, edifici classicista.
- Casa Alella o de les Quatre Torres, edifici eclèctic (segle xix).
- Escoles Pies o Cal governador, edifici neoclàssic-historicista (segle xix).
- Cooperativa Alella Vinícola; el celler és de l'arquitecte modernista Jeroni Martorell i Terrats.
- Masia Museu Municipal Can Magarola, Casal del Vi d'Alella. S'hi pot tastar el fruit de les vinyes d'Alella i s'hi pot veure un recull d'objectes relacionats amb les tradicions i feines del vi.[13]
- Centre Cultural Can Lleonart. De propietat municipal des de 1985, els seus orígens es remunten a l'edat mitjana. Presenta una característica façana esgrafiada coronada per un ornament ondulat d'època barroca. La casa es troba a la confluència d'ambdues rieres i estava situada prop de la creu de terme del municipi, desapareguda a causa dels aiguats del darrer terç del segle xviii. L'aspecte actual de la casa s'explica en el context de bonança econòmica del segle xviii.
- Can Gaza, on hi ha l'esplai d'Alella, casal de joves i casal d'avis, a més dels diables i els capgrossos, inclosos els gegants